# SEAT León-Európa-kupa
A SEAT León Eurocup egy autóverseny sorozat, melyet európai helyszíneken, SEAT León Cup Racer versenyautókkal rendeznek meg. A futamokat elsősorban az International GT Open betétfutamaként rendezték meg.

## Története
A sorozat 2008-ban vette kezdetét, első versenyét Valenciában rendezték, 2008. május 17-én. Az első bajnokságot a spanyol Oscar Nogués nyerte.

## Autó
A bajnokságban minden versenyző azonos technikával áll rajthoz, ám külön csapatokban. A versenyautókat a SEAT gyártja, a 2009-es évben áruk 63,000 angol font.

## Lebonyolítás
Egy versenyhétvége két futamból, két szabadedzésből, és két időmérő edzésből áll, ez utóbbi az első futam rajtsorrendjét határozza meg. A második futam rajtsorrendjét, hasonlóan a Túraautó-világbajnokságban megszokott rendszerhez, az első futam végeredménye határozza meg.

## Bajnokok
| Év        | Bajnok               | Csapat               |
| --------- | -------------------- | -------------------- |
| 2008      | Oscar Nogués         | SUNRED               |
| 2009      | Michelisz Norbert    | Zengő Motorsport     |
| 2010      | Wéber Gábor          | Zengő Motorsport     |
| 2011–2013 | Nem volt megrendezve | Nem volt megrendezve |
| 2014      | Pol Rosell           | Baporo Motorsport    |
| 2015      | Pol Rosell           | Baporo Motorsport    |
| 2016      | Niels Langeveld      | Baporo Motorsport    |

## Statisztika
| Futamgyőzelmek (2014-ig) | Futamgyőzelmek (2014-ig) | Futamgyőzelmek (2014-ig) | Futamgyőzelmek (2014-ig) |
|                          | Versenyző                | Győzelmek                |                          |
| ------------------------ | ------------------------ | ------------------------ | ------------------------ |
| 1.                       | Michelisz Norbert        | 7                        |                          |
| 2.                       | Wéber Gábor              | 4                        |                          |
| 3.                       | Michael Rossi            | 3                        |                          |
| 3.                       | Oscar Nogués             | 3                        |                          |
| 3.                       | Pepe Oriola              | 3                        |                          |
| 3.                       | Stefano Comini           | 3                        |                          |
| 3.                       | Stian Paulsen            | 3                        |                          |
| 4.                       | Tim Coronel              | 2                        |                          |
| 4.                       | Marin Čolak              | 2                        |                          |
| 4.                       | Eoin Murray              | 2                        |                          |
| 4.                       | Manuel Gião              | 2                        |                          |
| 4.                       | Julien Briché            | 2                        |                          |
| 5.                       | Fredy Barth              | 1                        |                          |
| 5.                       | Diego Puyo               | 1                        |                          |
| 5.                       | Jean Marie Clairet       | 1                        |                          |
| 5.                       | Andrea Larini            | 1                        |                          |
| 5.                       | Massimiliano Pedalà      | 1                        |                          |
| 5.                       | Tom Boardman             | 1                        |                          |
| 5.                       | Lourenço Beirão da Veiga | 1                        |                          |
| 5.                       | Aleksey Dudukalo         | 1                        |                          |
| 5.                       | Marcos De Diego          | 1                        |                          |
| 5.                       | Ricardo Bravo            | 1                        |                          |
| 5.                       | Daniel Welch             | 1                        |                          |
| 5.                       | Pol Rosell               | 1                        |                          |
| 5.                       | Ficza Ferenc             | 1                        |                          |

## Külső hivatkozások
- A bajnokság hivatalos honlapja
- Beszámolók a bajnokság versenyeiről Archiválva 2010. január 29-i dátummal a Wayback Machine-ben